# Rio Aiorman
O Rio Aiorman é um rio da Romênia afluente do rio Danúbio, localizado no distrito de Tulcea.